# Belemulus annulatus
Belemulus annulatus is een hooiwagen uit de familie Manaosbiidae. De wetenschappelijke naam van Belemulus annulatus gaat terug op Roewer.